# Де Фрис, Тёйн
Тёнис Эйлке (Тёйн) де Фрис (нидерл. Theunis Uilke "Theun" de Vries, 26 апреля 1907[…], Венвауден, Фрисландия — 21 января 2005[…], Амстердам) — нидерландский общественный и политический деятель, писатель, поэт и драматург.

## Биография
Оставив среднюю школу, поступил на библиотечные курсы в Хилверсюме и Утрехте, работал библиотекарем. В 1936 году присоединился к Коммунистической партии Нидерландов и год спустя переехал в Амстердам, где занялся журналистской деятельностью.
Стал редактором газеты «De Tribune» (позднее ставшей «De Waarheid») и «De Vrije Katheder». Во время нацистской оккупации Нидерландов был арестован и брошен в концлагерь Амерсфорт. После освобождения стал членом городского совета Амстердама. В 1946 году он был кандидатом в Палату представителей, но не был избран. В 1961 году перевёл «Один день Ивана Денисовича» Александра Солженицына на голландский язык. В 1971 году порвал с КПН, однако до конца жизни оставался сторонником левых взглядов и марксизма.
Его известный биографический роман «Рыжеволосая девушка» (Het meisje met het rode haar, 1956) о коммунистической героине Сопротивления Ханни Шафт был переведён на русский язык в 1959 году и экранизирован в 1981 году. 

### Личная жизнь
Отец — Шурд де Врис, был родом из Венваудена, мать — Элизабет Эйлкес Дейкстра, родилась в Бергюме.
Женился в возрасте двадцати пяти лет — его супругой стала 24-летняя Афье Мария Вернес, уроженка Дордрехта. Их брак был зарегистрирован 12 октября 1932 года в Апелдорне. В 1934 году родился сын Рене. В 1937 году переехал с семьёй из Снека в Амстердам. В 1938 году он развёлся с Афьей, но в 1946 году вновь зарегистрировал с ней брак, и в том же году у них родилась дочь Сандра.
Умер 21 января 2005 года в своём доме в Амстердаме в возрасте 97 лет. Незадолго до смерти у него развился тяжёлый бронхит. Его прах захоронен на кладбище Де Ньиве Остер.

## Книги
- Рембрандт
- Рыжеволосая девушка. Роман из истории движения Сопротивления в 1942—1945 гг.